# Irresistible (The X-Files)
«Irresistible» es el decimotercer episodio de la segunda temporada de la serie de televisión de ciencia ficción estadounidense The X-Files. Se estrenó en la cadena Fox el 13 de enero de 1995. El episodio fue escrito por el creador de la serie Chris Carter, dirigido por David Nutter, y contó con la primera de las dos apariciones especiales de Nick Chinlund como el asesino fetichista de la muerte Donnie Pfaster. El episodio es una historia del «monstruo de la semana», una trama independiente que no está relacionada con la amplia mitología de la serie. El episodio fue visto por 8,8 millones de personas en su primera transmisión y recibió críticas positivas, con muchos elogios a la actuación de Chinlund como antagonista.
El programa se centra en los agentes especiales del FBI Fox Mulder (David Duchovny) y Dana Scully (Gillian Anderson) que trabajan en casos vinculados a lo paranormal, llamado expedientes X. En el episodio, Mulder y Scully investigan a un fetichista de la muerte que comienza a secuestrar y matar mujeres para satisfacer su obsesión. Scully, todavía recuperándose de su abducción anterior, pronto se ve superada por trastorno de estrés postraumático.
«Irresistible» es uno de los pocos de la serie que no tenía la intención de tener elementos paranormales. Inicialmente, el guion pedía que Donnie Pfaster fuera un necrofílico, pero la idea pronto fue rechazada por la cadena por ser «inaceptable para los estándares de transmisión». Pfaster finalmente regresaría en el episodio de la séptima temporada «Orison», convirtiéndose en un demonio real.

## Argumento
En St. Paul, Minnesota, se realiza un funeral para una joven llamada Jennifer Soames. La ceremonia es observada por Donnie Pfaster (Nick Chinlund), el inquietante subdirector de la funeraria. Más tarde esa noche, mientras el cuerpo de la niña está siendo almacenado para su entierro al día siguiente, el jefe de Pfaster lo encuentra cortándole el cabello al cadáver, y Pfaster es despedido de inmediato.
Algún tiempo después, Fox Mulder (David Duchovny) y Dana Scully (Gillian Anderson) son llamados a Mineápolis por Moe Bocks, un agente de campo del FBI que está investigando la exhumación y profanación de un cuerpo en un cementerio local. Mulder descarta la teoría de Bocks de que este acto es una variación de la mutilación extraterrestre de ganado, y sugiere que busquen un culpable humano. Scully se perturba al ver el cadáver desaliñado. Se encuentran otros dos cadáveres exhumados, con el pelo cortado y las uñas extraídas. Mulder desarrolla un perfil psicológico del criminal, creyendo que es un «fetichista de la muerte» en aumento, que puede recurrir al asesinato para satisfacer sus deseos. Scully mantiene su incomodidad con el caso, y escribe un informe de campo sobre la necrofilia.
Pfaster, quien estuvo detrás de las exhumaciones, prueba que la predicción de Mulder es correcta cuando trae una prostituta a su apartamento. Cuando la prostituta descubre una colección de coronas funerarias en la habitación de Pfaster, él la mata y le saca los dedos. Más tarde, Pfaster, que había sido contratado como un repartidor de alimentos congelados a través de la encantadora entrevistadora, realiza una entrega en una casa sin seguridad de una mujer con hijas adolescentes. Le pide ir al baño para lavarse las manos y, mientras, roba un poco de cabello descartado de un cepillo que encontró en la papelera. Pfaster asiste a una clase nocturna en un colegio comunitario, donde una compañera de clase se defiende después de acercarse de forma amenazante. Lo arrestan y lo colocan en una celda frente a un sospechoso interrogado por los crímenes de Pfaster por Mulder, Scully y Bocks. Pfaster muestra interés en Scully, y aprende su nombre del sospechoso interrogado. Pfaster sale libre más tarde cuando se retiraron sus cargos.
Scully está profundamente preocupada por los crímenes de Pfaster, y tiene sueños inquietantes y alucinaciones sobre el caso. En Washington, tiene una sesión de asesoramiento con una trabajadora social, durante la cual comparte su ansiedad sobre la investigación. Después de la sesión, Scully descubre que alguien de Minnesota la había llamado. Cuando contacta con Mulder, se entera de que ni él ni Bocks hicieron la llamada. Rastreando una huella dactilar a Pfaster después de su arresto, Bocks y Mulder asaltan su apartamento, encontrando uno de los dedos de la prostituta en su refrigerador. Mientras tanto, después de que Scully llegue a Minneapolis, Pfaster saca su auto de la carretera. Secuestra a Scully y la lleva a la casa abandonada de su difunta madre. Amarra y le pega a Scully, y la mantiene en un armario oscuro.
Mulder y Bocks descubren que la madre de Pfaster tenía un auto que concuerda con la pintura encontrada en el auto abandonado de Scully, rastreando su antigua residencia. Mientras tanto, Scully escapa de Pfaster mientras él prepara un baño frío para ella, lo que desencadena una persecución por la casa. Scully y Pfaster tienen una lucha que los hace caer por una escalera hacia el vestíbulo, donde un grupo de trabajo liderado por Mulder y Bocks irrumpe unos momentos más tarde y detiene a Pfaster. Inicialmente Scully insiste en que está bien, pero luego se derrumba y llora en los brazos de Mulder. En una narración de voz en off, Mulder traza la patología de Pfaster a su infancia, cuando creció en una familia de cuatro hermanas mayores. Mulder también reflexiona sobre la naturaleza de Pfaster y la naturaleza del mal en general.

## Producción
El guion inicial del episodio, en el que Pfaster era un necrófilo, fue rechazado por Fox por ser «inaceptable para los estándares de transmisión». Como lo describió el creador de la serie, Chris Carter, «Cuando entregué el guion, era realmente para un episodio necrófilo, y simplemente no valió. No se puede hacer la combinación de sexo y muerte en la televisión por cable». Carter se vio obligado a reducir el tono del guion al cambiar a Pfaster de un necrófilo a un fetichista de la muerte y disminuir la obsesión sexual de Pfaster. Consideró que el contenido sexual era «implícito y entendido por el público», y que Pfaster aún resultaba ser un personaje espeluznante, particularmente su «espeluznante arrogancia» al usar champú en el cabello de sus víctimas. El título original del episodio fue «Fascination».
El episodio es uno de los pocos en la serie que no tiene elementos paranormales. Carter dijo sobre la concepción del episodio: «Mi primera oportunidad de trabajar con David Nutter en mucho tiempo, y quería darle algo en lo que pudiera hundir sus dientes. Es un poco diferente para nosotros. No lo hace. realmente tiene un aspecto paranormal, a excepción de las percepciones de Scully sobre sus miedos más profundos. Sentí que tenía que descubrir a qué le tenía más miedo, y ella tiene más miedo de esas cosas que la mayoría de nosotros le tememos. La idea de morir en manos de alguien, criatura o no, y ella es incapaz de hacer algo al respecto. Pensé que era una muy buena forma de explorar el personaje de Scully». La escena en la que Dana Scully imagina que Pfaster aparece como un demonio estuvo influenciada por relatos de la vida real, tal como lo describió Carter: «Hay informes de personas que habían estado bajo el hechizo de Jeffrey Dahmer, que en realidad afirmaba que su forma cambió durante esas horas cuando fueron tomados como rehenes, que su imagen realmente cambió». Nutter dijo: «En muchos sentidos, Chris quería vender la idea de que, como se estableció en el diálogo final de Mulder en el programa, no todo el terror proviene de lo paranormal. Podría provenir de la persona de al lado».
Carter dijo sobre el casting de Nick Chinlund como Pfaster, «Pensé que era un villano maravillosamente espeluznante. La audición de ese papel fue muy difícil. Vimos muchos actores, pero había una calidad que estaba buscando y no pude ponerle nombre a esa calidad. Finalmente descubrí qué era cuando Nick entró y tuvo una especie de calidad andrógina que funcionó. Pensé que se parecía a Joe College, pero podría asustarte muchísimo». El productor Glen Morgan dijo que el desempeño de Chinlund fue sobresaliente. Nutter declaró «Nick Chinlund fue maravilloso para trabajar. El tipo era como masilla en mis manos. Era genial. Si estaba buscando a alguien que subraye la rareza del personaje, lo hizo».
Nutter dijo sobre el episodio: «Realmente trabajé duro para convertirlo en un programa especial, porque pensé que era especial. Fue el episodio de estrés postraumático de Gillian, porque realmente no había tenido la oportunidad de expresar sus sentimientos sobre la experiencia de Duane Barry. Esta fue una oportunidad para sentarse y dejar que todo eso suceda». A Carter le gustó especialmente la escena en la que Scully, claramente perturbada, abraza a Mulder, alegando que fue un «momento tierno» entre dos personajes que no se habían mostrado tanto cariño el uno por el otro.

## Recepción

### Audiencia
«Irresistible» se estrenó en la cadena Fox el 13 de enero de 1995. Este episodio obtuvo una calificación Nielsen de 9,2, con una participación de 15, lo que significa que aproximadamente el 9,2 por ciento de todos los hogares con televisión y el 15 por ciento de los hogares viendo televisión, estaban sintonizados en el episodio. Fue visto por 8.8 millones de hogares.

### Reseñas
«Irresistible» recibió críticas en gran parte positivas de los críticos. Entertainment Weekly calificó a «Irresistible» con un B+, diciendo que se basó en «un concepto inquietante para empezar» que se vio reforzado por «el espectáculo de Chinlund con una sola persona». Emily VanDerWerff de The A.V. Club calificó al episodio con A, elogiando la actuación particular de Chinlund como Pfaster, y describiéndola como «legítimamente aterradora, una señal de un programa que se impulsaba en direcciones nuevas e interesantes». La única crítica fue para las escenas donde Scully alucina con el cambio de forma de Pfaster que fue «bastante tonto, casi como un intento de asegurarse de que algo vagamente paranormal esté en el episodio para que los fanáticos no se aburran con lo que finalmente es un muy buen episodio». Jessica Morgan de Television Without Pity le dio al episodio un B+. Escribiendo para Den of Geek, Nina Sordi clasificó «Irresistible» el sexto mejor episodio de X-Files, diciendo que «excluyendo al fumador y sus esbirros, Pfaster tiene que ser el villano más perturbador que nuestros agentes favoritos han encontrado». Otra escritora de Den of Geek, Juliette Harrisson, lo llamó el «mejor» episodio independiente de la segunda temporada, describiéndolo como «una película de terror de 45 minutos genuinamente espeluznante». Connie Ogle de PopMatters enumeró a Pfaster entre los mejores personajes del monstruo de la semana de la serie, y Christine Seghers de IGN clasificó a Chinlund como la séptima mejor estrella invitada en la historia del programa, teniendo en cuenta que «lo que lo hace aún más aterrador es lo francamente pasivo y cortés que es hasta el momento en que va a matar, el camuflaje perfecto para un monstruo moderno». TV Guide enumeró a Pfaster entre los monstruos de X-Files más terroríficos describiéndolo como «el mal encarnado».
Chris Carter dijo que «Irresistible» fue efectivo «siendo realmente aterrador», y que no solo era uno de sus favoritos sino que lo inspiró a crear la serie de televisión Millennium más tarde.